# 首都医科大学

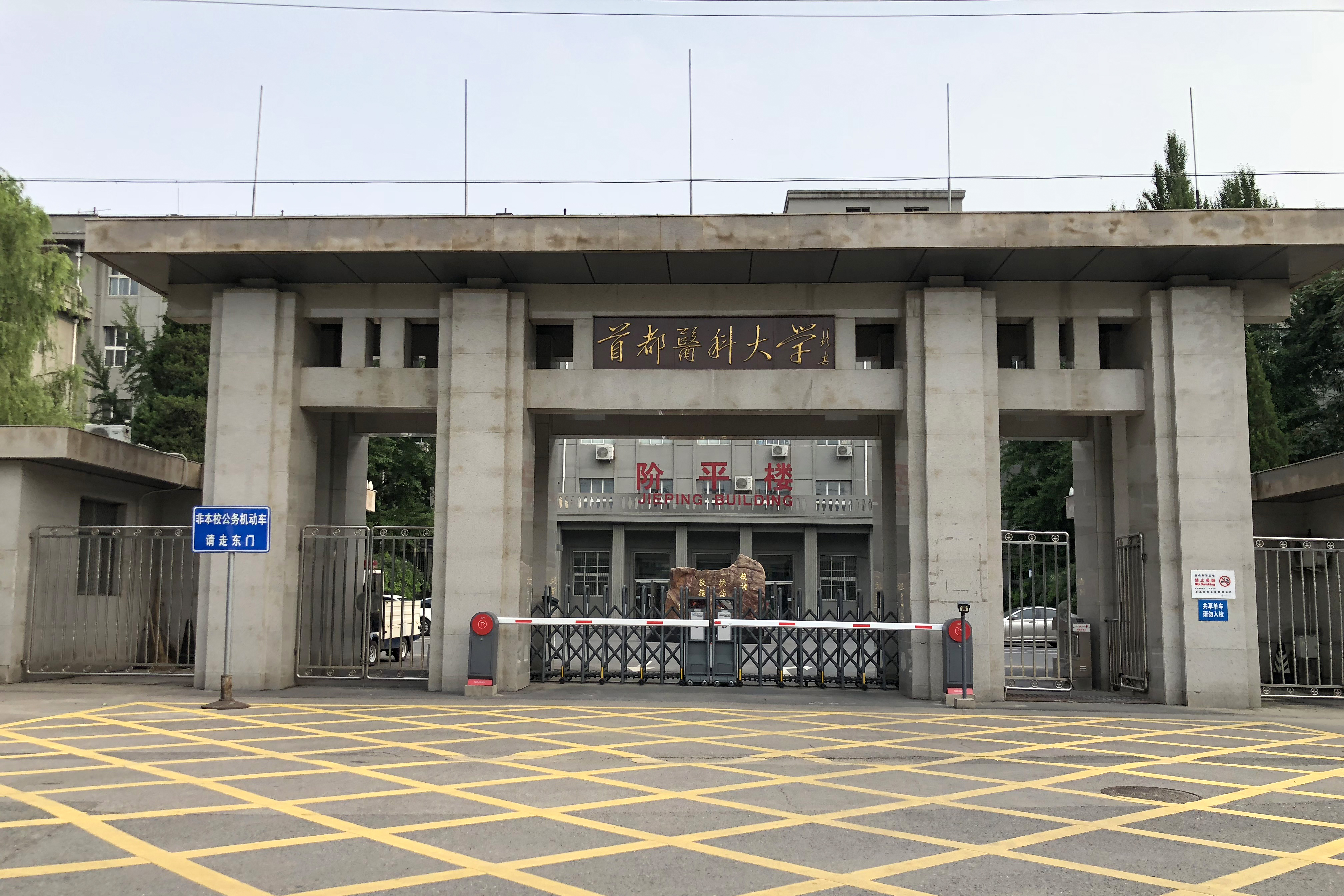
首都医科大学北门（2018年7月）

39°52′00″N 116°21′11″E / 39.86671°N 116.3529685°E
首都医科大学（英語：Capital Medical University），简称首医，创建于1960年9月12日，是位于中华人民共和国北京市的一所公立医科大学，原名为北京第二医学院，1985年8月22日更名为首都医学院，1994年2月5日改称首都医科大学。目前，首都医科大学为北京市重点大学，也是北京市唯一一所培养临床高级医学人才的国家生命科学与技术人才培养基地；学校本部设有10所学院，1所研究院，1个预防医学教学基地及38个临床专科学院、专科学系、中心，

## 历史沿革
1986年8月27日确定为市属重点院校。
2023年8月，首都医科大学新校区（校本部）项目建议书（代可行性研究报告）获批，该校区位于大兴区生物医药产业基地（周村、太福庄村），北至太福路、南至新志路、西至永庆南大街、东至芦兴南大街，总建筑面积约67万平方米，预计2027年完工。

## 院系机构

### 学院及学部
- 基础医学院
- 全科医学与继续教育学院
- 药学院
- 马克思主义学部
- 公共卫生学院
- 国际学院
- 护理学院
- 燕京医学院
- 生物医学工程学院
- 脑重大疾病研究中心（北京脑重大疾病研究院）
- 中医药学院
- 附属卫生学校
- 卫生管理与教育学院

### 附属医院与临床医学院
- 首都医科大学宣武医院（第一临床医学院）
- 首都医科大学附属北京友谊医院（第二临床医学院）
- 首都医科大学附属北京朝阳医院（第三临床医学院）
- 首都医科大学附属北京同仁医院（第四临床医学院）
- 首都医科大学附属北京天坛医院（第五临床医学院）
- 首都医科大学附属北京安贞医院（第六临床医学院）
- 首都医科大学附属复兴医院（第八临床医学院）
- 首都医科大学附属北京佑安医院（第九临床医学院）
- 首都医科大学附属北京胸科医院（第十临床医学院）
- 首都医科大学三博脑科医院（第十一临床医学院）
- 首都医科大学附属北京地坛医院（第十二临床医学院）
- 首都医科大学附属北京儿童医院（儿科医学院）
- 首都医科大学附属首都儿童医学中心（第二儿科医学院）[6]
- 首都医科大学附属北京口腔医院（口腔医学院）
- 首都医科大学附属北京安定医院（精神卫生学院）
- 首都医科大学附属北京妇产医院（妇产医学院）
- 首都医科大学附属北京中医医院（中医药临床医学院）
- 首都医科大学附属北京世纪坛医院（肿瘤医学院）
- 首都医科大学附属北京康复医院（北京康复医学院）
- 首都医科大学附属北京潞河医院（潞河临床医学院）
- 中国康复研究中心（康复医学院）
- 北京市疾病预防控制中心（预防医学教学基地）

### 教学医院
- 丰台教学医院
- 电力教学医院
- 石景山教学医院
- 怀柔教学医院
- 密云教学医院
- 大兴教学医院
- 平谷教学医院
- 良乡教学医院

## 声望与排名

### 自然指数排名（Nature Index）
| Year | Rank | Valuer                                     |
| ---- | ---- | ------------------------------------------ |
| 2022 | 120  | 自然指数排名世界年轻大学 - 大专学府 - 中国 |
| 2023 | 100  | 自然指数排名世界年轻大学 - 大专学府 - 中国 |

## 外部連結
- 首都医科大学 （页面存档备份，存于）（官方網站）